# Meggen LU
| LU ist das Kürzel für den Kanton Luzern in der Schweiz. Es wird verwendet, um Verwechslungen mit anderen Einträgen des Namens Meggen zu vermeiden. |

Meggen (schweizerdeutsch Megge [mekːə]) ist eine Einwohnergemeinde im Schweizer Kanton Luzern. Sie gehört zum Wahlkreis Luzern-Land.

## Geographie
Meggen liegt zwischen dem Vierwaldstättersee und dem Meggerberg. Im Osten grenzt der Ort an den Kanton Schwyz. Der südwestlich-nordöstlich verlaufende Meggerberg ist nahe dem Grat vom Meggerwald bedeckt. Am unteren Hang und am See gibt es keine Waldflächen. Der Ort besteht aus etlichen Quartieren, die früher separate Weiler waren. Im Westen der Gemeinde sind die wichtigsten die Flossenmatt, die Chrusenweid und Lerchenbühl am Seeufer. Darüber am Hang liegen Ebnet, Hochrüti und Schönau. Die wichtigsten Quartiere im Dorfzentrum sind Schwerzi, Eiholz, Kreuz und Chäppeli. Im Osten des Orts liegen Grosshusmatt und Letten am See sowie Höfli, Neuhof und Tschädigen am Südhang des Meggerbergs.
Der höchste Punkt der Gemeinde befindet sich bei der Höchstegg nördlich von Tschädigen auf 652 m ü. M., der tiefste am Vierwaldstättersee auf 434 m ü. M. Nordwestlich von Tschädigen liegt das Sumpfgebiet Foremoos.
Die Gemeindegrenze geht im Osten vom Vierwaldstättersee über die Strichmatt zum Gränzetürli (deutsch: Grenztörchen; 618 m ü. M.). Dort dreht sie Richtung Südwesten und verläuft dem Nordhang des Meggerbergs entlang bis zum Englischen Friedhof. Dort wendet sie sich gegen Süden und stösst zwischen Salzfass (Stadt Luzern) und Siten (Gemeinde Meggen) wieder auf den Vierwaldstättersee.
Vom Gemeindeareal von 1393 ha sind bloss 726 ha Landfläche. Davon werden 42,0 % landwirtschaftlich genutzt. Weitere 36,5 % sind Siedlungsfläche und 21,4 % von Wald bedeckt.
Meggen grenzt an Adligenswil, die Stadt Luzern und an den Ortsteil Merlischachen von Küssnacht SZ.

## Bevölkerung
Zwischen 1798 und 1850 wuchs das Bauern- und Fischerdorf stark (1798–1850: + 49,4 %). Nach einer zehnjährigen Stagnationsphase folgte ein weiterer Wachstumsschub. Dennoch blieb der Ort bis zum Ende des Zweiten Weltkriegs eine ländlich geprägte Gemeinde. Mit den verbesserten Verkehrsbedingungen in die nahe gelegene Stadt Luzern und der massiven Senkung des Steuerfusses nahm die Einwohnerschaft danach rasch zu. Heute ist die Gemeinde Meggen eine steuerstarke Vorortsgemeinde der Stadt Luzern. Aufgrund der hohen Bodenpreise – wegen der tiefen Steuern – hat sich das Bevölkerungswachstum in den letzten Jahren verlangsamt.
Quellen: 1798–1837: Helvetische und kantonale Volkszählungen; Bundesamt für Statistik; 1850 bis 2000 Volkszählungsergebnisse, 2010 ESPOP, seit 2011 STATPOP

### Sprachen
Die Bevölkerung benutzt als Alltagssprache eine hochalemannische Mundart. Bei der letzten Volkszählung im Jahr 2000 gaben 93,30 % Deutsch, 1,57 % Englisch und 1,00 % Italienisch als Hauptsprache an.

### Religionen – Konfessionen
Früher waren alle Bewohner Mitglied der römisch-katholischen Kirche. Durch Kirchenaustritte und Zuwanderung aus anderen Regionen der Schweiz und dem Ausland hat sich dies geändert. Heute (Stand 2000) sieht die religiöse Landschaft wie folgt aus: Es gibt 64,85 % römisch-katholische, 20,31 % evangelisch-reformierte, 0,49 % orthodoxe und 0,25 % freikirchliche Christen. Daneben findet man 10,10 % Konfessionslose, 0,54 % Muslime und 0,49 % Angehörige anderer nichtchristlicher Bekenntnisse.

### Herkunft – Nationalität
Ende 2022 zählte die Gemeinde 7716 Einwohner. Davon waren 6313 Schweizer Staatsangehörige und 1403 (= 18,2 %) Menschen anderer Staatsangehörigkeit. Die grössten ausgewiesenen Zuwanderergruppen kommen aus Deutschland (572 Menschen), Italien (87), Portugal (53), Spanien (24) und dem Kosovo (16). 514 Personen stammen aus weiteren europäischen Ländern, 137 sind aussereuropäischer Herkunft.

## Politik

### Gemeinderat
Der Gemeinderat von Meggen setzt sich wie folgt zusammen (Amtsdauer 2024–2028):
- Carmen Holdener (Mitte): Gemeindepräsidentin (inkl. Kultur)
- Pascal Frei (FDP): Gemeindeammann (Finanzen/Steuern, Planung/Bau, Immobilien, Verkehr)
- Olivier Class (FDP): Sozialvorsteher
- Karin Flück Felder (FDP): Umwelt und Sicherheit
- Lukas Portmann (GLP): Bildung, Jugend, Sport

Gemeindeschreiber ist Reto Schöpfer.

### Kantonsratswahlen
Bei den Kantonsratswahlen 2023 des Kantons Luzern betrugen die Wähleranteile in Meggen: FDP 31,84 %, SVP 20,56 %, Mitte (einschliesslich Junge Mitte) 15,70 %, glp (mit JGLP) 14,61 %, SP 9,50 %, Grüne (mit JG und GrüneUnt) 7,56 % und EVP 0,22 %.

### Nationalratswahlen
Bei den Schweizer Parlamentswahlen 2023 betrugen die Wähleranteile in Meggen: FDP 28,8 %, SVP 25,4 %, Mitte 19,6 %, SP 9,5 %, glp 9,0 %, GPS 5,9 %, übrige 2,0 %.

## Verkehr
Meggen liegt an der Bahnstrecke Luzern–Immensee und besitzt einen Bahnhof (Meggen) und eine Haltestelle (Meggen Zentrum). Die Linie S3 der S-Bahn Luzern, welche von Brunnen nach Luzern führt, hält an beiden Stationen, dazu hält noch der Voralpen-Express in Meggen Zentrum und ermöglicht so direkte Verbindungen nach Luzern, Arth-Goldau, Pfäffikon SZ, Rapperswil, Herisau, St. Gallen und Romanshorn.
Zwei Buslinien erschliessen Meggen noch besser durch den Öffentlichen Verkehr. Dies sind die Linien 24 (Luzern Bahnhof – Meggen Tschädigen) und 25 (Luzern Brüelstrasse – Meggen Piuskirche – Gottlieben) der Verkehrsbetriebe Luzern (VBL).
Meggen liegt an der Strasse Luzern-Küssnacht SZ. Die nächstgelegenen Autobahnanschlüsse sind Küssnacht SZ an der A4, Buchrain an der A14 und Emmen-Süd an der A2.

## Geschichte
Kleinere Funde weisen darauf hin, dass Meggen bereits sehr früh besiedelt war. Erste historische Erwähnung im Jahr 1160 in den Acta Murensia des Klosters Muri. Darin bestätigt Werner von Habsburg dem Kloster die Herrschaft über Meggen. Ein Teil des Orts war allerdings schon sehr früh Teil der Besitzungen des Benediktinerklosters im Hof in Luzern und fiel später ans Kloster Murbach im Elsass. Das Kloster verpfändete den Ort im Jahr 1259 den Habsburgern. Im Jahr 1306 kaufte Habsburg das Lehen. Die Eidgenossen zerstörten 1352 die 1240 errichtete Festung Neuhabsburg. Die formelle Herrschaft über Meggen übten von 1406 an die Stadtluzerner aus. Aber erst 1496 verzichteten die Habsburger auf ihre Rechte über Meggen. Im Bauernkrieg von 1653 hielt Meggen zur Stadt Luzern. Bis 1798 war Meggen ein Teil der Landvogtei Habsburg. Seit 1803 gehört sie zum Amt Luzern. Im Jahr 1847, zur Zeit des Sonderbundskriegs, marschierten eidgenössische Regierungstruppen durch Meggen Richtung Luzern.

## Sehenswürdigkeiten

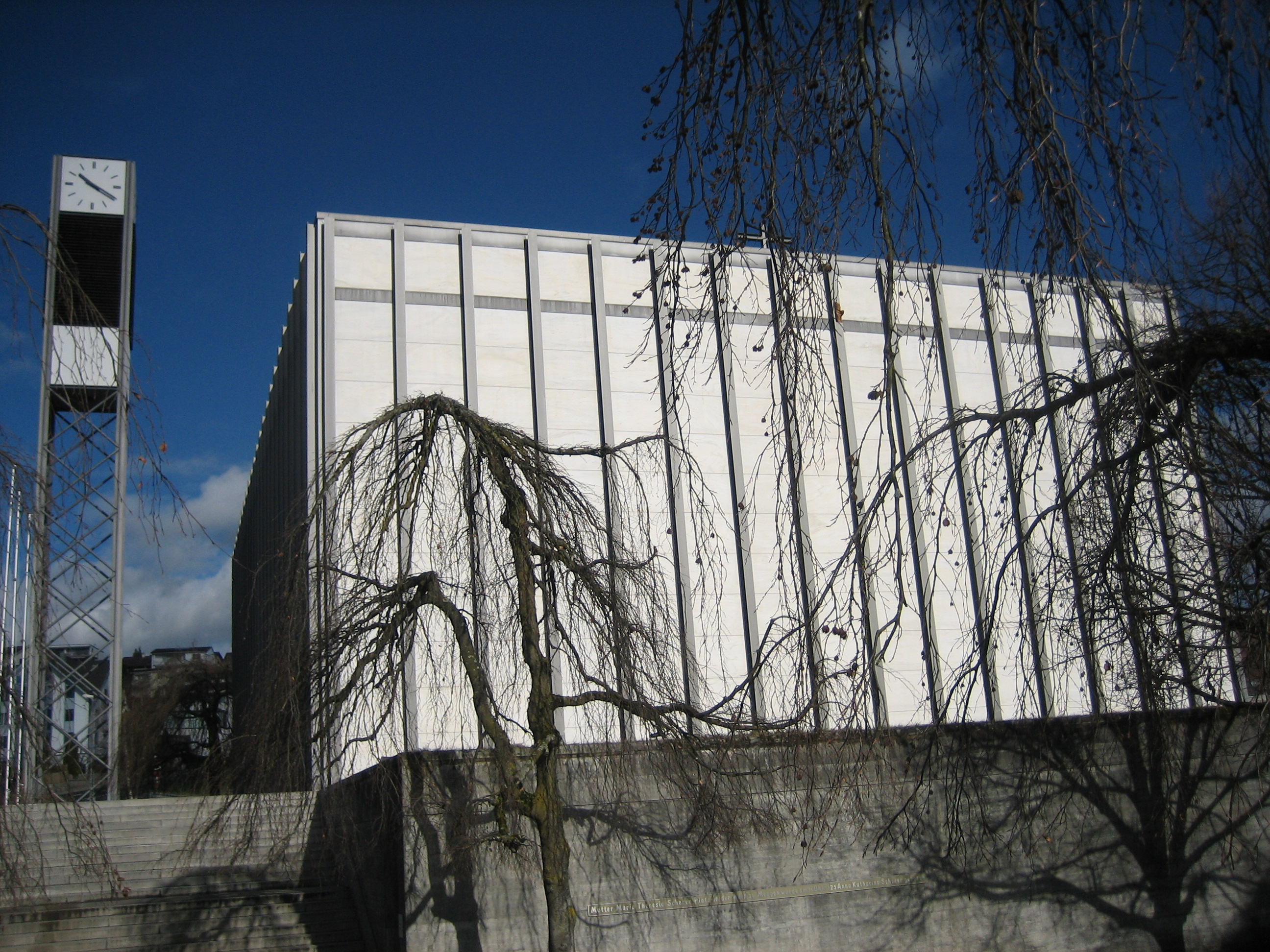
Katholische Kirche St. Pius, erbaut 1966

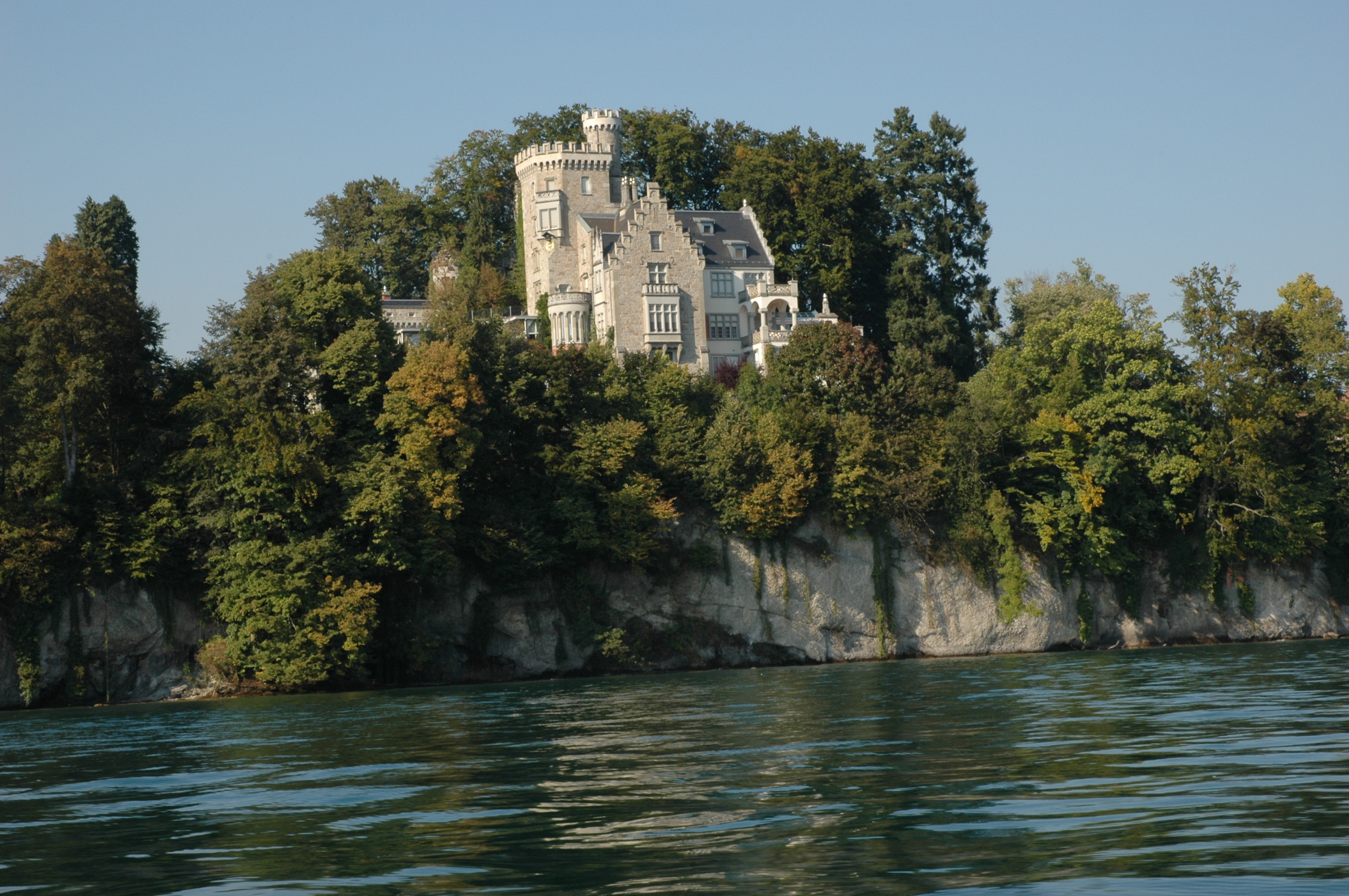
Die Neuhabsburg vom Vierwaldstättersee aus betrachtet

- Die katholische Piuskirche – ein 13 m hoher Kubus mit einem frei stehenden, 40 m hohen Glockenturm – wurde in den Jahren 1964–1966 nach dem Wettbewerbsentwurf (1960) von Franz Füeg im Stil von Mies van der Rohe erbaut. Zwischen dem einheitlichen Raster aus grauen Stahlstützen befinden sich ockerfarbene, transluzente Marmorplatten mit einer Stärke von nur 28 mm, durch die das Innere der – fensterlosen – Kirche belichtet wird.
- Die Landsitze Schloss Meggenhorn (Neurenaissance), Schloss Neuhabsburg (Neugotik) und Saint Charles Hall (Neubarock) sind die bedeutendsten Bauwerke Meggens. Sie wurden alle im 19. Jahrhundert erbaut.

## Persönlichkeiten
- Maria Theresia Scherer (1825–1888), Ordensfrau
- Fridolin Hofer (1861–1940), Lyriker, wurde in Meggen geboren
- Tina Nadine Smith (* 2002), Tennisspielerin

## Sonstiges
Der im Vergleich zum restlichen Kanton Luzern tiefe Steuerfuss macht die Gemeinde attraktiv für reichere Leute, der bekannteste unter ihnen war Marc Rich, der bis zu seinem Tod im Juni 2013 in Meggen wohnte. Zwei Milliardäre sind der Deutsche Otto Happel und Pincus Green.
Die Musiker James Galway und Wladimir Aschkenasi, der Bildhauer Rolf Brem, die Kunstturnerin Ariella Kaeslin, der Ring-of-Honor-Wrestler Claudio Castagnoli, der Eishockeyspieler Thomas Rüfenacht sowie die Juristin Mascha Santschi Kallay und der Unternehmer Alfred Gantner sind weitere bekannte Megger.